# California Baptist Lancers
California Baptist Lancers (en español: Lanceros de la Bautista de California) es la denominación de los equipos deportivos de la Universidad Bautista de California, institución académica privada ubicada en Riverside, California. Los Lancers participan en las competiciones universitarias organizadas por la NCAA, y forman parte de la Western Athletic Conference desde 2018, de la Big 12 Conference en lucha, de la WWPA en waterpolo masculino y de la GCC en waterpolo femenino.

## Programa deportivo
Los Lancers compiten en 9 deportes masculinos y en 10 femeninos:
| Masculino: - Baloncesto - Atletismo - Béisbol - Golf - Fútbol - Lucha libre - Natación - Waterpolo - Campo a través | Femenino: - Baloncesto - Campo a través - Atletismo - Fútbol - Waterpolo - Golf - Vóley playa - Voleibol - Softball - Natación |

## Instalaciones deportivas
- CBU Events Center es el estadio donde disputan sus partidos los equipos de baloncesto. Fue inaugurado el 4 de mayo de 2017 y tiene una capacidad para 5.050 espectadores.[1]
- James W. Totman Stadium, es el estadio donde disputa sus encuentros el equipo de béisbol. Se inauguró en 2007, y tiene una capacidad para 800 espectadores.[2]